# Арямов, Иван Антонович
Иван Антонович Арямов (1884—1958) — русский и советский врач, педагог и учёный-психолог, доктор психологических наук, профессор.
Автор многих трудов по вопросам педологии, психологии и педагогики. Совместно с П. П. Блонским являлся одним из лидеров биогенетического направления отечественной детской психологии и педологии.

## Биография
Родился 24 января (5 февраля по новому стилю) 1884 года в городе Наровчат Пензенской губернии.
После окончания Пензенской учительской семинарии, с пятнадцати лет работал учителем: преподавал в одной из земских школ Шацкого уезда Тамбовской губернии (ныне Рязанской области), а также в школе села Орловка Наровчатовского уезда. Затем продолжил своё образование и окончил естественное отделение физико-математического факультета (1912), а также медицинский факультет (1916) Императорского Московского университета. На пятом курсе учёбы Иван Арямов был мобилизован на фронт Первой мировой войны в качестве зауряд-врача и находился в РИА вплоть до мая 1915 года, когда был ранен и отправлен в тыл. После выздоровления вернулся на родину и преподавал в Пензенской учительской семинарии.
С 1918 по 1923 год Арямов работал заведующим Пензенским губернским подотделом охраны здоровья детей, преподавателем фельдшерской школы, преподавателем института народного образования, главным врачом психиатрической лечебницы, короткое время возглавлял Губернский отдел народного образования (1920—1921). В конце 1923 года он был направлен на научно-педагогическую работу в Москву, где работал профессором Института физической культуры, преподавателем Высших научно-педагогических курсов при 2-м МГУ и в педагогических вузах. В период с 1937 по 1958 год (до конца жизни) работал профессором Московского областного педагогического института им. Н. К. Крупской (ныне Московский государственный областной университет, где при его непосредственном участии в 1941 году была открыта кафедра психологии.
В 1947 году Иван Антонович защитил докторскую диссертацию на тему «Основы нервно-психологической гигиены учащихся».
Умер 30 сентября 1958 года в Москве.
В Главном архивном управлении Московской области имеются документы, относящиеся к И. А. Арямову.